# Avraham Levenbraun
Avraham Levenbraun (hebrejsky: אברהם לבנבראון, žil 1916 – 25. srpna 1987) byl izraelský politik a poslanec Knesetu za strany Maki a Chadaš.

## Biografie
Narodil se v Rumunsku, kde vystudoval střední školu. Byl členem mládežnického hnutí ha-Šomer ha-ca'ir. V roce 1938 přesídlil do dnešního Izraele. V letech 1938–1944 byl členem kibucu Ruchama.

## Politická dráha
V roce 1954 se přidal ke komunistické straně Izraele Maki, později byl členem její nástupkyně Rakach, v jejímž ústředním výboru zasedal do roku 1985. Byl také členem výkonného výboru odborové centrály Histadrut.
V izraelském parlamentu zasedl poprvé po volbách v roce 1969, do nichž šel za stranu Rakach. Mandát ale získal až dodatečně, v únoru 1972, jako náhradník. Stal se členem výboru pro veřejné služby a výboru pro ekonomické záležitosti. Mandát obhájil ve volbách v roce 1973, opět za Rakach. V průběhu volebního období ale přešel do poslaneckého klubu formace Chadaš. Byl členem výboru pro ekonomické záležitosti, výboru práce a výboru House Committee. Opětovně kandidoval (za Chadaš) ve volbách v roce 1977. Mandát ale získal až dodatečně, v únoru 1981, po úmrtí poslance Chany Mwaise. Byl členem výboru pro ekonomické záležitosti, výboru pro ústavu, právo a spravedlnost a výboru pro záležitosti vnitra a životního prostředí. Ve volbách v roce 1981 poslanecký mandát neobhájil.